# 张敬礼 (官员)
张敬礼（1955年6月—），安徽砀山人，中华人民共和国政治人物。
曾任解放军总后勤部卫生部助理员、保健和计划生育局副局长、局长；2003年10月起任国家食品药品监督管理局副局长。2010年6月，因涉嫌严重违纪，被免去职务。2012年7月，北京市第二中级人民法院判处他有期徒刑17年。